# Augusto Mijares
Pour les articles homonymes, voir Mijares.
Augusto Mijares est un écrivain, historien, pédagogue et homme politique vénézuélien, né à Villa de Cura le 12 novembre 1897 et mort à Caracas le 29 juin 1979. Sa riche carrière le voit commencer comme instituteur, puis professeur, directeur de l'Éducation puis ministre de l'Éducation en 1949. Son œuvre littéraire comprend notamment de nombreuses biographies de personnalités vénézuéliennes. Membre de l'Académie d'histoire, de langues et de sciences politiques, il reçoit le Prix national de littérature en 1955 pour son ouvrage La luz y el espejo.

## Biographie
Né à Villa de Cura dans l'État d'Aragua, il passe sa jeunesse dans la capitale vénézuélienne Caracas où il fréquente le Colegio Salesiano de Sarría puis le Collège national. Après avoir obtenu son diplôme d'études secondaires en 1916, il devient instituteur et enseigne pendant 17 ans. Devenu avocat en 1921, après avoir étudié à l'Universidad Central de Venezuela, il obtient en 1938, son diplôme de professeur de géographie et de l'histoire. 
À partir de 1936, il s'inscrit dans le développement de l'éducation dans son pays : création d'écoles techniques et promotion des politiques rurales pour la formation des enseignants et création de l'Institut pédagogique national.
Entre 1946 et 1949, il est directeur de l'Éducation au Ministère et en 1949, il est nommé Ministre de l'Éducation. Il crée alors la revue Tricolor, devenue depuis Multicolor, consacrée à l'éducation des enfants. 
Il ordonne alors la destruction de 5 000 exemplaires de l'œuvre scientifique de Jean-Baptiste Boussingault en arguant qu'elle est nuisible à l'histoire du Venezuela. Cependant, cette œuvre est publiée en 1974 sous le titre Boussingault. 
Il a également été ambassadeur du Venezuela en Espagne et directeur des Archives nationales du Venezuela.
Marié à Mathilde Felce Collin, il a eu quatre enfants. 

## Œuvres
- 1927 : La patria de los venezolanos en 1750 ;
- 1938 : La interpretación pesimista de la sociología hispanoamericana ;
- 1940 : Hombres e ideas de América ;
- 1943 : Educación ;
- 1955 : La luz y el espejo, Prix national de littérature ;
- 1961 : Ideología de la Revolución Emancipadora ;
- 1963 : Lo afirmativo venezolano ;
- 1964 : El Libertador, biographie de Simón Bolívar ;
- 1967 : La evolución política de Venezuela ;
- 1971 : Longitud y latitud.